# Piraeus (gebouw)
Piraeus, aanvankelijk aangeduid als KNSM Blok 1, later ook Kollhoff of Kollhoffgebouw, is een appartementengebouw op het KNSM-eiland in het Oostelijk Havengebied in Amsterdam-Oost. Het gebouw is genoemd naar de Griekse havenstad Piraeus, waarop de KNSM een lijndienst onderhield. Het complex uit 1994 is ontworpen door de Duitse architecten Hans Kollhoff en Christian Rapp. Het werd lange tijd gezien als een voorbeeldproject voor de hedendaagse architectuur in Nederland.

## Ligging
Piraeus ligt aan het water van de Ertshaven in het zuidwestelijk deel van het KNSM-eiland. Het gebouw is oost-west georiënteerd en volgt daarmee de kade- en rooilijnen van het smalle, langgerekte schiereiland. Aan de noordzijde grenst het aan de KNSM-laan, de belangrijkste ontsluitingsweg van het eiland. Aan de zuidzijde ligt de verkeersluwe Levantkade, waar zich op de kade enkele horecaterrassen bevinden. Tevens zijn hier ligplaatsen voor woonboten en, iets verderop, een kleine jachthaven. Door de bijzondere vormgeving van Piraeus is tussen de Levantkade en de KNSM-laan een nieuw plein ontstaan, dat in 1991 de naam Piraeusplein kreeg. Aan de oostzijde van het gebouw ligt het Levantplein, dat grotendeels als verblijfsruimte en kinderspeelplaats is ingericht. Aan de westzijde van Piraeus ligt een parkje, het Mien Ruysplantsoen.
Het moderne woongebouw wordt omgeven door voormalige havengebouwen. Eén daarvan, een administratiekantoor van de KNSM aan de Levantkade, wordt min of meer omarmd door Piraeus. Ter linkerzijde, eveneens aan de Levantkade staat nog een gedeelte van een havenloods, die ooit vier keer zo lang was en doorliep tot aan het KNSM-kantoor. Verderop, bij de Verbindingsdam, staan enkele dienstwoningen uit het begin van de twintigste eeuw. Ter rechterzijde van Piraeus ligt het Levantplein, dat gedomineerd wordt door het voormalige kantinegebouw van de KNSM, later Edelweiss genoemd. Aan de noordzijde van de KNSM-laan liggen, min of meer tegenover Piraeus, Loods 6 en een voormalig douanegebouw. Loods 6 dateert uit 1922, maar werd in 1956 deels verbouwd tot eersteklas passagiersterminal. Op de kade staat nog een oude havenkraan. Al deze gebouwen hebben in de jaren 1990 nieuwe bestemmingen gekregen.

## Geschiedenis
Het KNSM-eiland is, samen met het Java-eiland, eind negentiende eeuw aangelegd als uitbreiding van de Haven van Amsterdam. Omstreeks 1900 werd aan de zuidzijde van het IJ-eiland, zoals de twee schiereilanden toen genoemd werden, een kade aangelegd: de IJ-kade (later Javakade en Levantkade). In 1903 vestigde de Koninklijke Nederlandsche Stoomboot-Maatschappij (KNSM) zich in het oostelijk deel van de IJ-eiland. De eerste, circa 150 meter lange loods werd gebouwd aan de Levantkade vlak bij de Verbindingsdam, ter plaatse van het huidige Piraeusgebouw. Tussen 1903 en 1919 werd de rest van de Levantkade bebouwd met dienstwoningen, administratiegebouwen en nog twee loodsen. Over de Verbindingsdam liep een goederenspoorlijn, die zich op het eiland voortzette, ongeveer waar nu de KNSM-laan ligt.

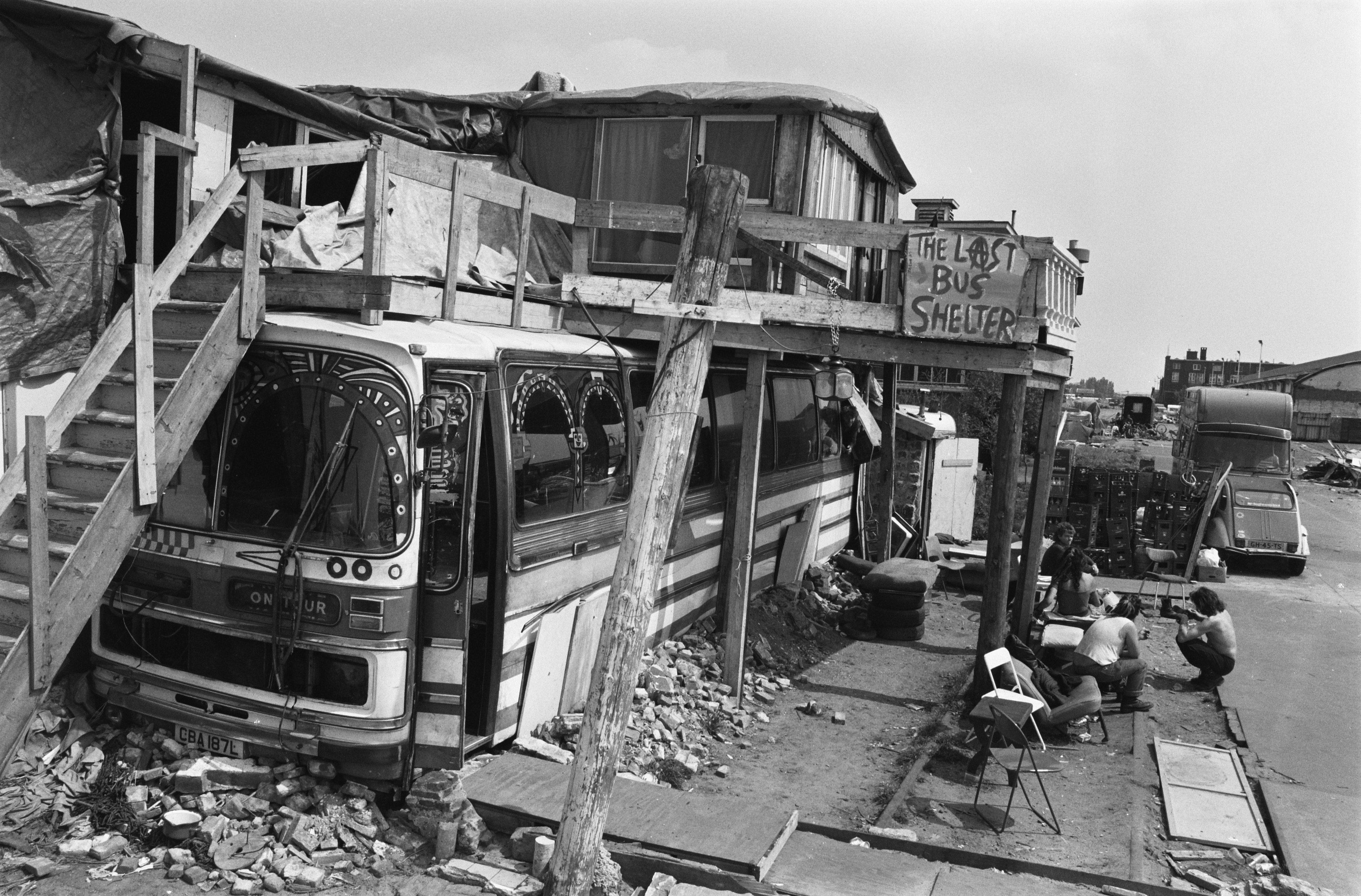
Stadsnomaden ter plekke van de oostvleugel van Piraeus, 1989

Tot circa 1965 was de KNSM een bloeiende onderneming. Omstreeks 1960 had de rederij ruim 6000 medewerkers in dienst. Na 1965 zette de neergang in, ook bij andere Amsterdamse rederijen. In 1979 verliet de KNSM als laatste grote rederij het Oostelijk Havengebied. Krakers en kunstenaars namen omstreeks 1980 bezit van het KNSM-eiland; later volgden stadsnomaden, waarna een periode van verloedering aanbrak. Al vanaf het einde van de jaren zeventig bestonden er plannen om het gebied te ontwikkelen als woonwijk. De plannen werden diverse malen aangepast, waarbij de krakers er mede voor zorgden dat een deel van de oude havengebouwen gespaard bleef. In 1989 en 1990 werden de meeste havenloodsen gesloopt, waaronder het grootste deel van Loods 1, op de plek waar gebouw Piraeus was gepland.
Het KNSM-eiland werd in de jaren negentig bebouwd naar een masterplan van Jo Coenen uit 1989. In de visie van Coenen paste een bebouwing met forse, gesloten woonblokken met binnenhoven, zogenaamde 'superblokken', gelegen aan een boulevard-achtige hoofdstraat, de KNSM-laan. Het eerste 170 meter lange superblok, het Albertcomplex (Barcelona), werd in 1990 in aanbouw genomen. Piraeus volgde een jaar later (1991-1994). De ontwerpopdracht werd in 1989 verleend aan de Duitse architect Hans Kollhoff (1946) en zijn nog jonge assistent Christian Rapp (1962). Na de val van de Berlijnse muur, eveneens in 1989, ontstond in die stad een ware bouwhausse. Kollhoff, wiens bureau in Berlijn was gevestigd, kreeg in die periode belangrijke opdrachten, onder andere voor de Potsdamer Platz. Hierdoor kreeg Rapp, die ooit als metselaar was begonnen, als projectarchitect van Piraeus veel meer vrijheid dan gebruikelijk. Toekomstige bewoners kregen inspraak in de uitwerking van bepaalde details. Na de oplevering behoorde Rapp zelf ook tot de bewoners van het eerste uur. 25 jaar later woonde hij er nog steeds.
Het woonblok heeft een brutovloeroppervlak van 43.000 m². Het bevat 304 woningen, 20 bedrijfsruimten en een ondergrondse parkeergarage met 106 plaatsen. In de bedrijfsruimtes zijn anno 2023 onder andere een café, een restaurant, een kapper/schoonheidssalon, een fietsenmaker, een makelaar en een uitvaartverzorger gevestigd. Van de oorspronkelijk voor Woonstichting De Doelen (later Lieven de Key) gerealiseerde woningen behoorde 95 procent tot de sociale huursector. In het complex is een huurdersvereniging actief, "Kollhoff" genaamd. In 2021 kondigde Lieven de Key aan (een deel van) de woningen in Piraeus te willen verkopen.

## Architectuur
Het in 1994 voltooide Piraeus is een van de 'superblokken' uit het masterplan van Coenen voor het KNSM-eiland. Het betreft een groot woonblok met een rechthoekige plattegrond van 170 × 57 m. Doordat al in een vroeg stadium was besloten dat het kantoorpand van de KNSM – hoewel niet-monumentaal – gehandhaafd diende te worden, kreeg het nieuwe gebouw zijn ongewone, sculpturale vorm, waarbij de zuidgevel als het ware om het bestaande bouwwerk heen werd gevouwen. Als bonus is daarbij het intieme Piraeuspleintje ontstaan, alsmede een extra openbare ruimte aan de Levantkade. Een andere randvoorwaarde bij de ontwerpopdracht was het (gedeeltelijk) behoud van de vijvertuin van tuinarchitect Mien Ruys. Door de westgevel transparant te maken hebben de architecten een visuele verbinding tussen het Mien Ruysplantsoen en de westelijke binnenhof van Piraeus tot stand gebracht.
De hoogte van Piraeus varieert van negen tot vier bouwlagen. Het hogere deel staat aan de KNSM-laan; de lagere delen aan de Levantkade, nabij het KNSM-pand. Zowel de daklijsten als de dakvlakken maken een vloeiende, schuin aflopende beweging in de richting van het oudere gebouw, als een teken van respect. Daarbij keren de met zink beklede daken zich naar het zuiden, oosten of westen, naar de zon, wat van enige afstand over het water gezien een maximaal effect teweegbrengt.

### Buitengevels
Onder 'buitengevels' wordt hier verstaan de vier, eigenlijk vijf gevels die de buitenkant vormen van de 'ingedeukte schoenendoos', die de basisvorm van Piraeus is. Naast de twee korte kopgevels – de oostgevel en de westgevel – zijn dat de 170 m lange noordgevel en de in tweeën geknipte zuidgevel, waarvan het rechterdeel een terugwijkende beweging maakt. Elke gevel is ontworpen als een nieuwe architectuuropdracht. Alleen de gebruikte materialen (baksteen, zink, staal, hout en glas) zijn hetzelfde. De uit Duitsland geïmporteerde bakstenen zijn donkerbruin met een blauwachtige glans, wat het gebouw een industriële uitstraling geeft. Niet alleen is elke gevel anders, ook binnen één bepaalde gevel bestaan grote verschillen. Dat is goed te zien als men het gebouw bekijkt vanaf de vier hoeken.

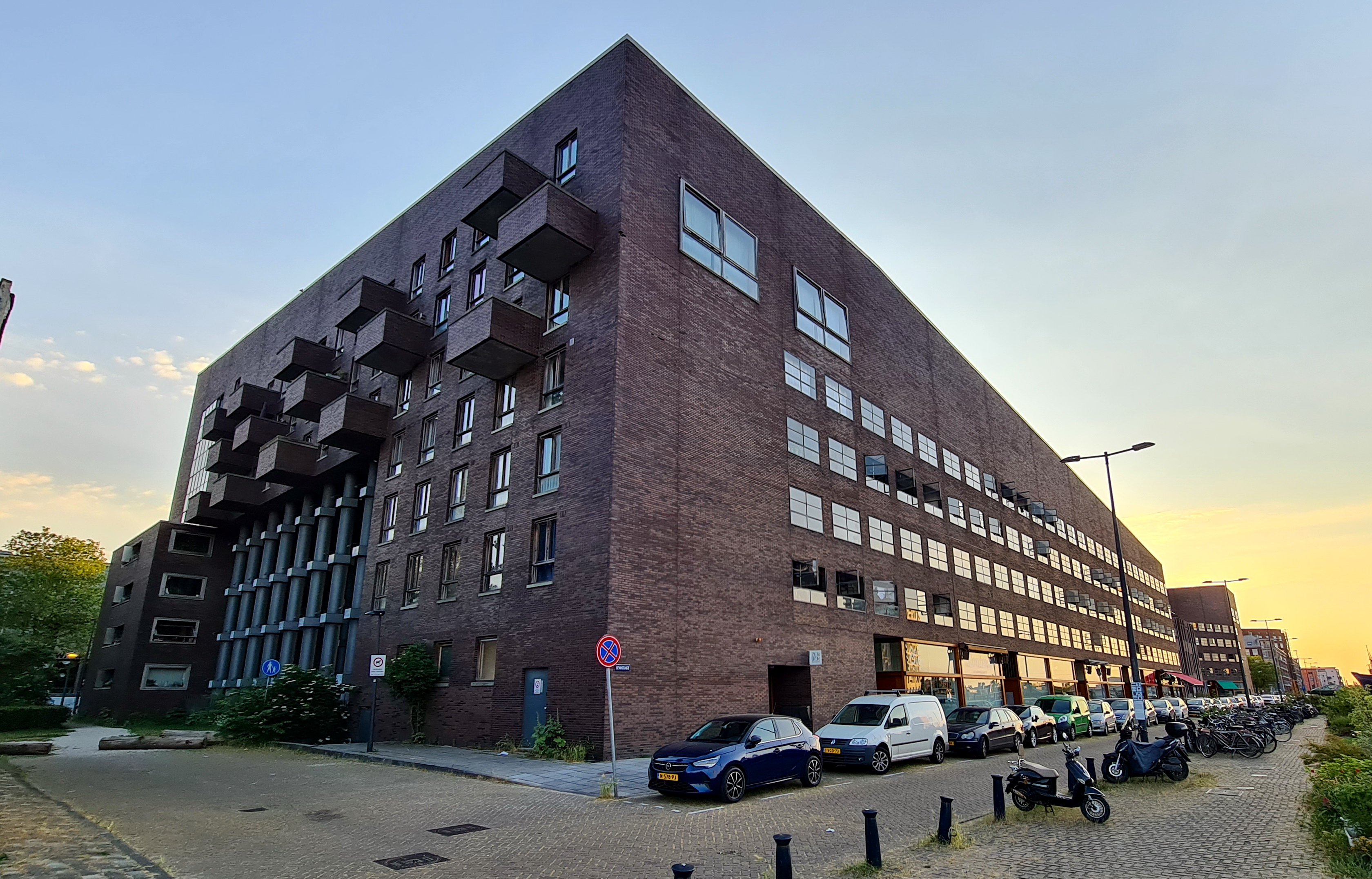
Zuidwesthoek
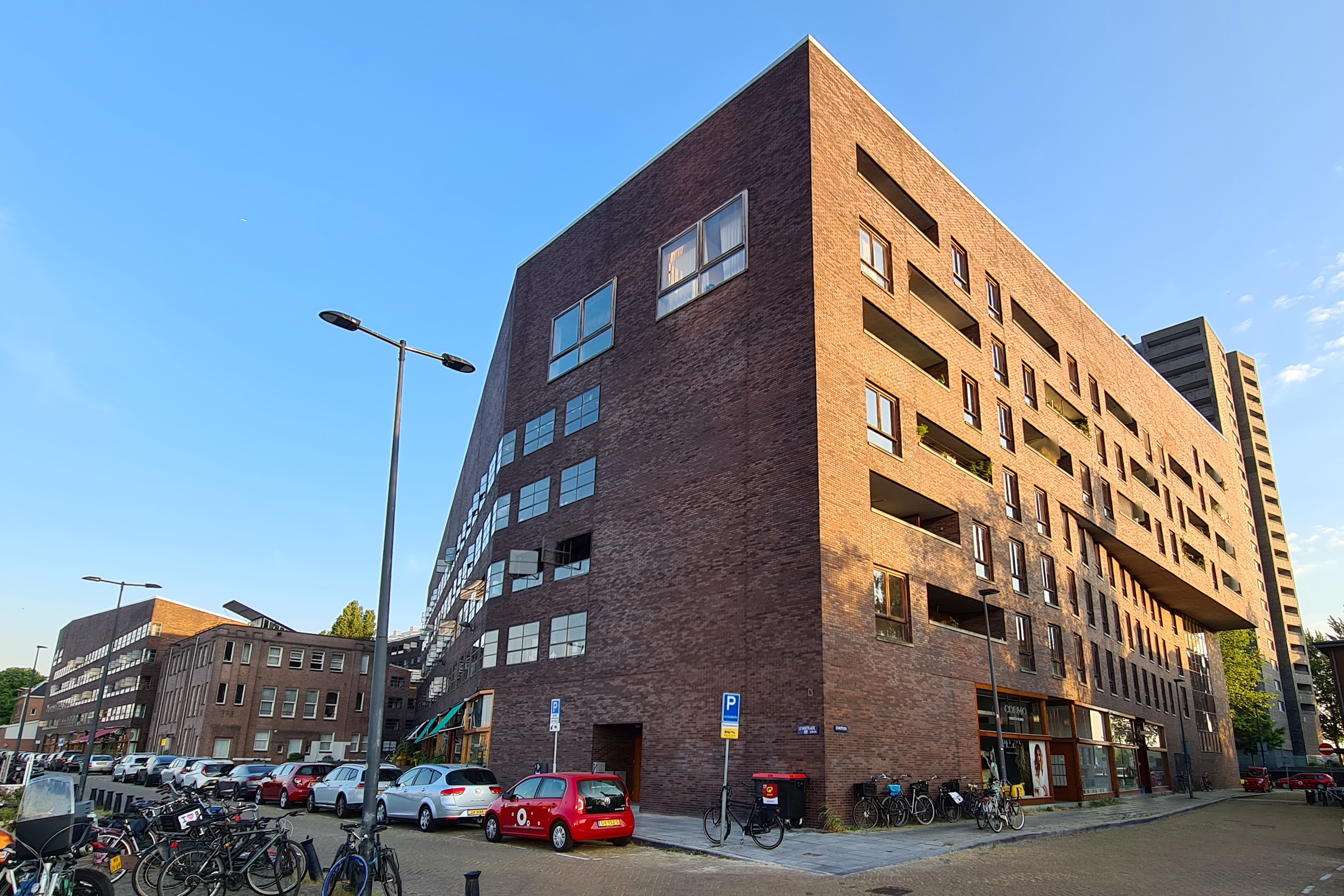
Zuidoosthoek
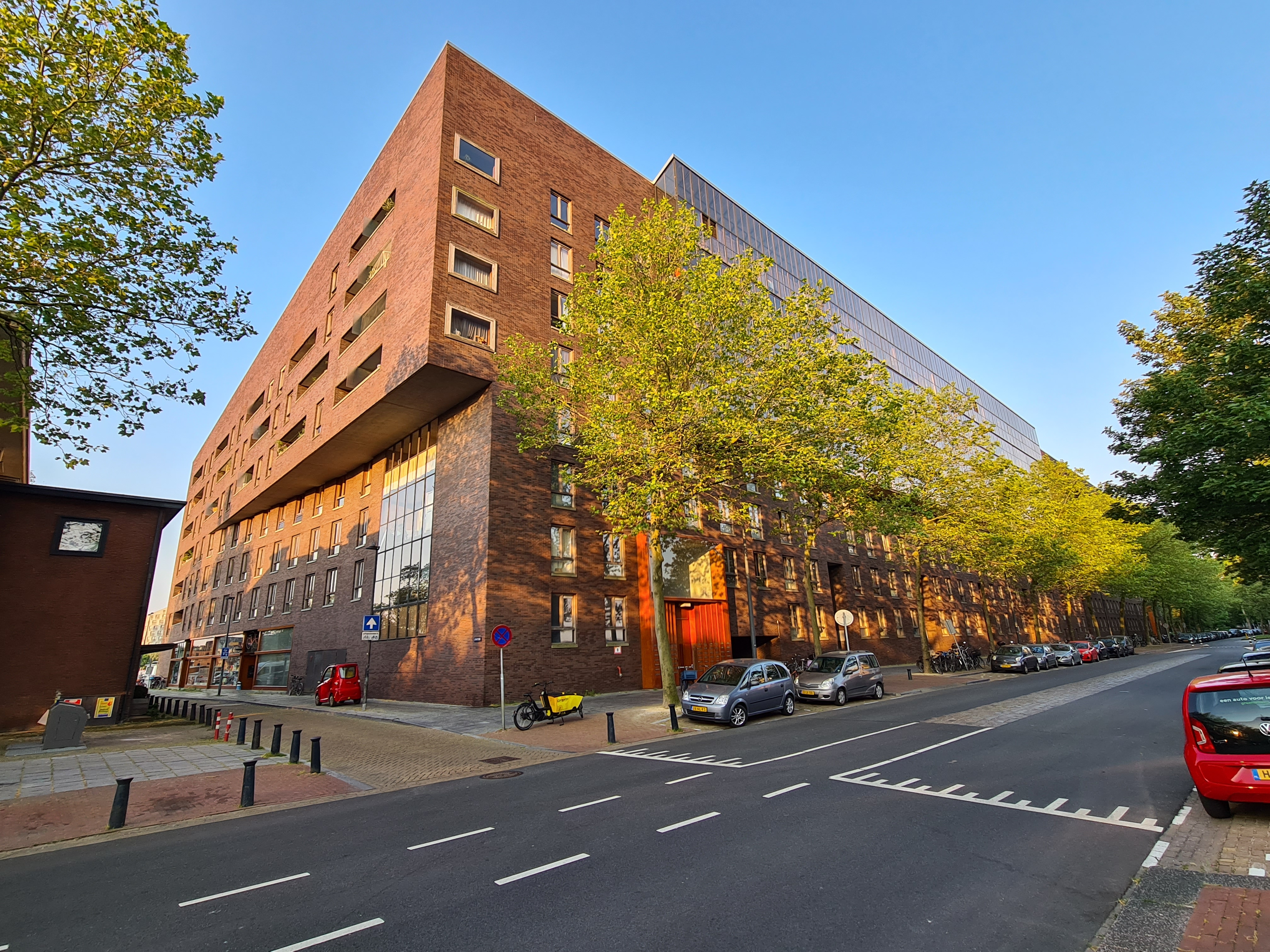
Noordoosthoek
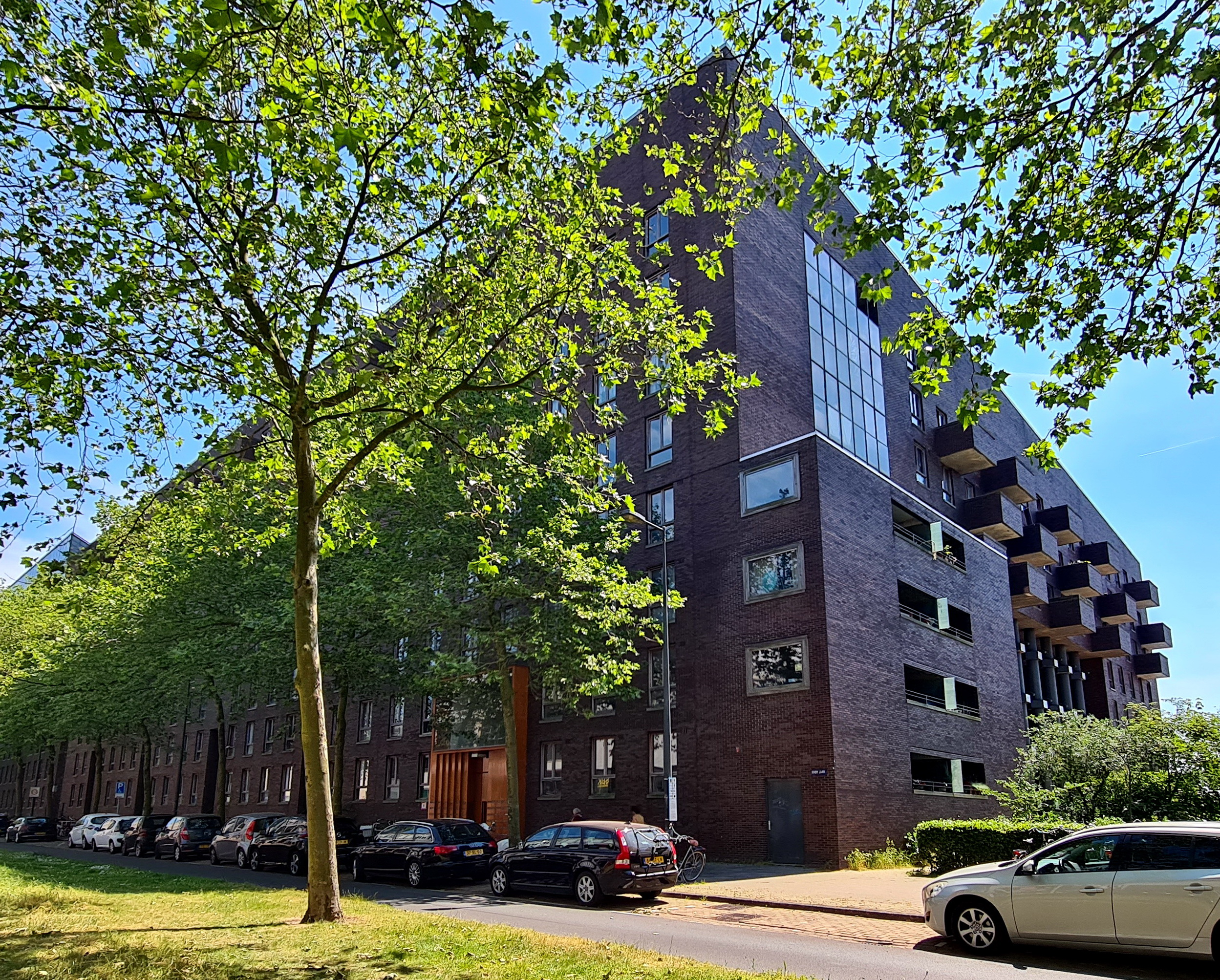
Noordwesthoek

Vanwege het pand Levantkade 151-165 bestaat de zuidgevel van Piraeus uit twee vleugels. De linkervleugel loopt parallel met de Levantkade; de rechtervleugel buigt naar achter en wijkt daarmee af van de rechthoekige grondvorm. De twee geveldelen lijken elkaars spiegelbeeld, maar het rechterdeel is korter. Beide nemen naar het midden toe in hoogte af. Op de begane grond bevinden zich portieken en puien van winkels, horeca en andere bedrijven. De vier verdiepingen daarboven hebben een regelmatige vensterindeling. De taps toelopende gevelvlakken daarboven, alsmede een brede verticale strook bij de straathoeken, zijn blind, op een tweetal vensters in de uiterste hoeken na.

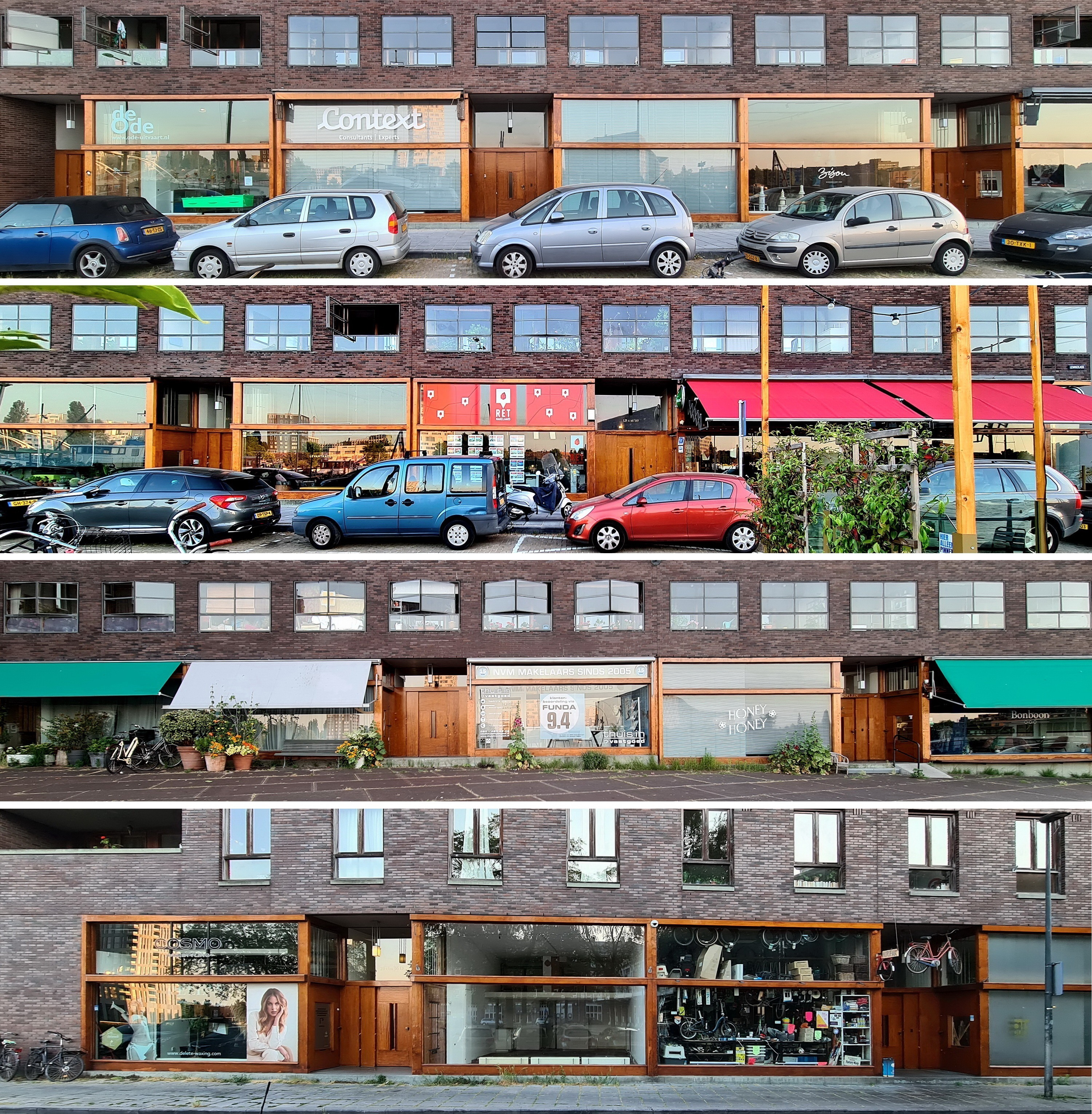
Winkelpuien aan de Levantkade (foto 1 & 2), Piraeusplein (3) en Levantplein (4) (2023)

De kopgevels van het gebouw hebben dezelfde dimensies, maar zijn volkomen verschillend van karakter. De westgevel wordt gedomineerd door een vier verdiepingen hoge gevelopening, waarin een kunstwerk is geplaatst (zie hieronder). Links daarvan is een kleine uitbouw met vier gestapelde tuinkamers, die uitzicht hebben op het Mien Ruysplantsoen. Daarboven is een groot, samengesteld serrevenster aangebracht. Rechts van het kunstwerk bevindt zich een vijf traveeën breed gevelvlak met hoge vensters, geplaatst in een strak patroon. Diezelfde regelmatig geplaatste vensters bevinden zich in het gevelvlak daarboven, doorlopend boven het kunstwerk; alleen doorbreken balkons hier de regelmaat.
De architectonische opbouw van de oostgevel is vanaf het Levantplein goed waar te nemen. De gevel wordt horizontaal in tweeën gedeeld doordat het onderste deel naar de KNSM-laan toe geleidelijk terugwijkt. De reden daarvoor, naast de interessante overstek die het oplevert, is waarschijnlijk praktisch: Piraeus nadert het kantinegebouw aan deze kant wel heel dicht. Op de begane grond zijn enkele winkelunits. Daarboven bevinden zich zes of zeven bouwlagen die een afwisseling van horizontale en verticale elementen laten zien. De horizontale elementen zijn loggia's, de verticale vensters. De vijfde, zesde en zevende  bouwlaag tellen elk vijf loggia's en zeven vensters, waarbij de zesde bouwlaag een afwijkend patroon volgt. De achtste bouwlaag, die vanwege de schuin aflopende daklijn alleen bij de hoek KNSM-laan aanwezig is, telt slechts een balkon en een loggia. In de onderste bouwlagen is eveneens een loggia aanwezig in het linkerdeel van de gevel. Het rechter gevelvlak bevat een groot samengesteld venster, vergelijkbaar met het (hoger geplaatste) venster in de westgevel.
De noordgevel is met zijn 150 meter lengte en zijn 60 traveeën verreweg de langste gevel, maar allerminst saai. De gevel is zowel horizontaal als verticaal op te delen in segmenten, die allemaal hun eigen karakter hebben. De verticale scheidslijn bevindt zich precies op de helft en is letterlijk een spleet in de gevel: het is een nauwe doorgang naar het Piraeusplein. In het linker geveldeel trekt de enorme serre de aandacht. Deze strekt uit over vijf verdiepingen en 26 traveeën. In feite gaat het om een samengestelde glaswand, waarachter galerijen en balkons schuilgaan. In het rechter geveldeel valt de combinatie van loggia's en balkons op: 25 loggia's op rij (eigenlijk een galerij) en daarboven tien gemetselde balkons. De lagere verdiepingen bieden minder spektakel. Op straatniveau vallen vooral de statige, hoge portieken op, die doen denken aan bepaalde buurten in Amsterdam-Zuid. De entrees nabij de hoeken hebben een extra accent gekregen.

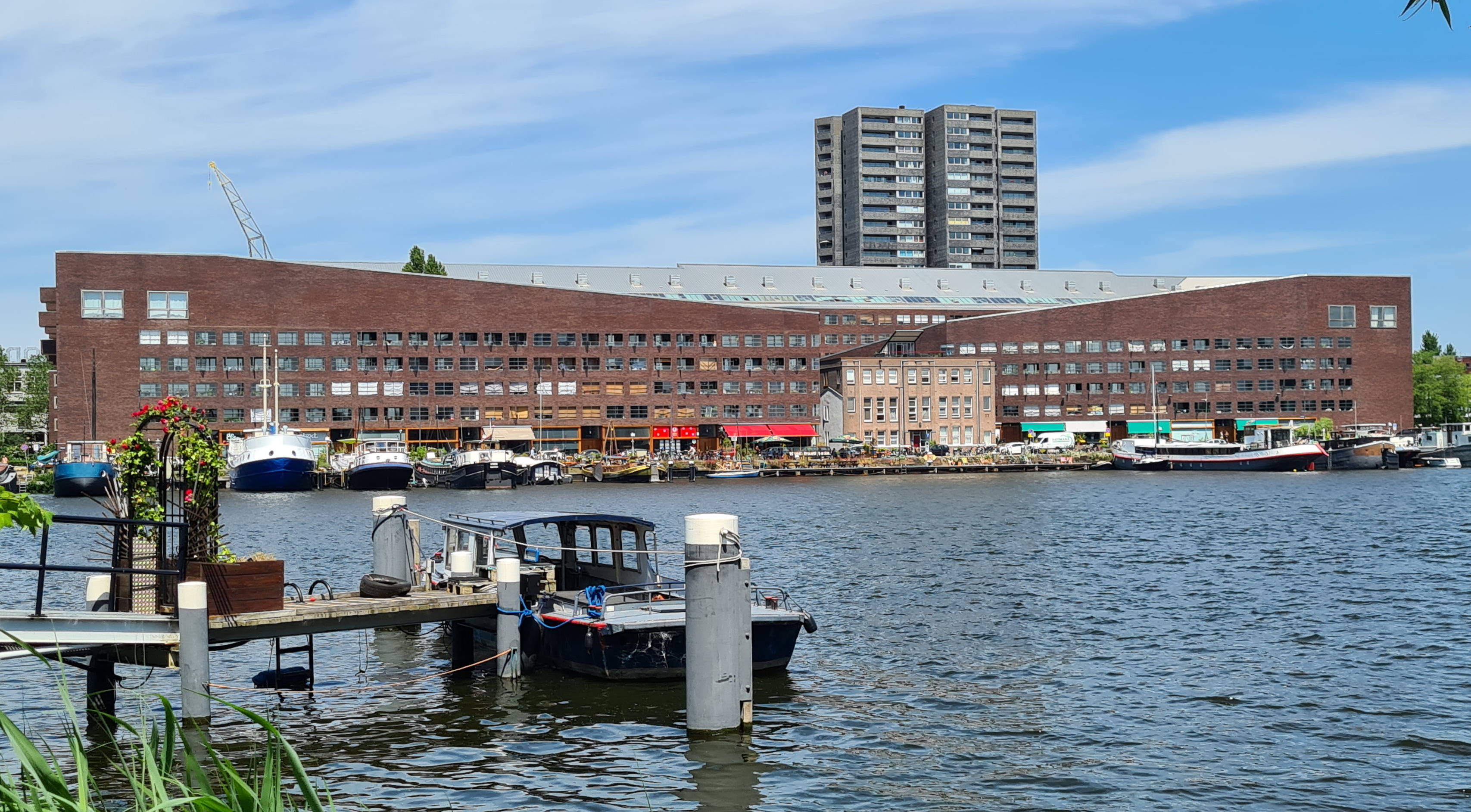
Zuidgevels
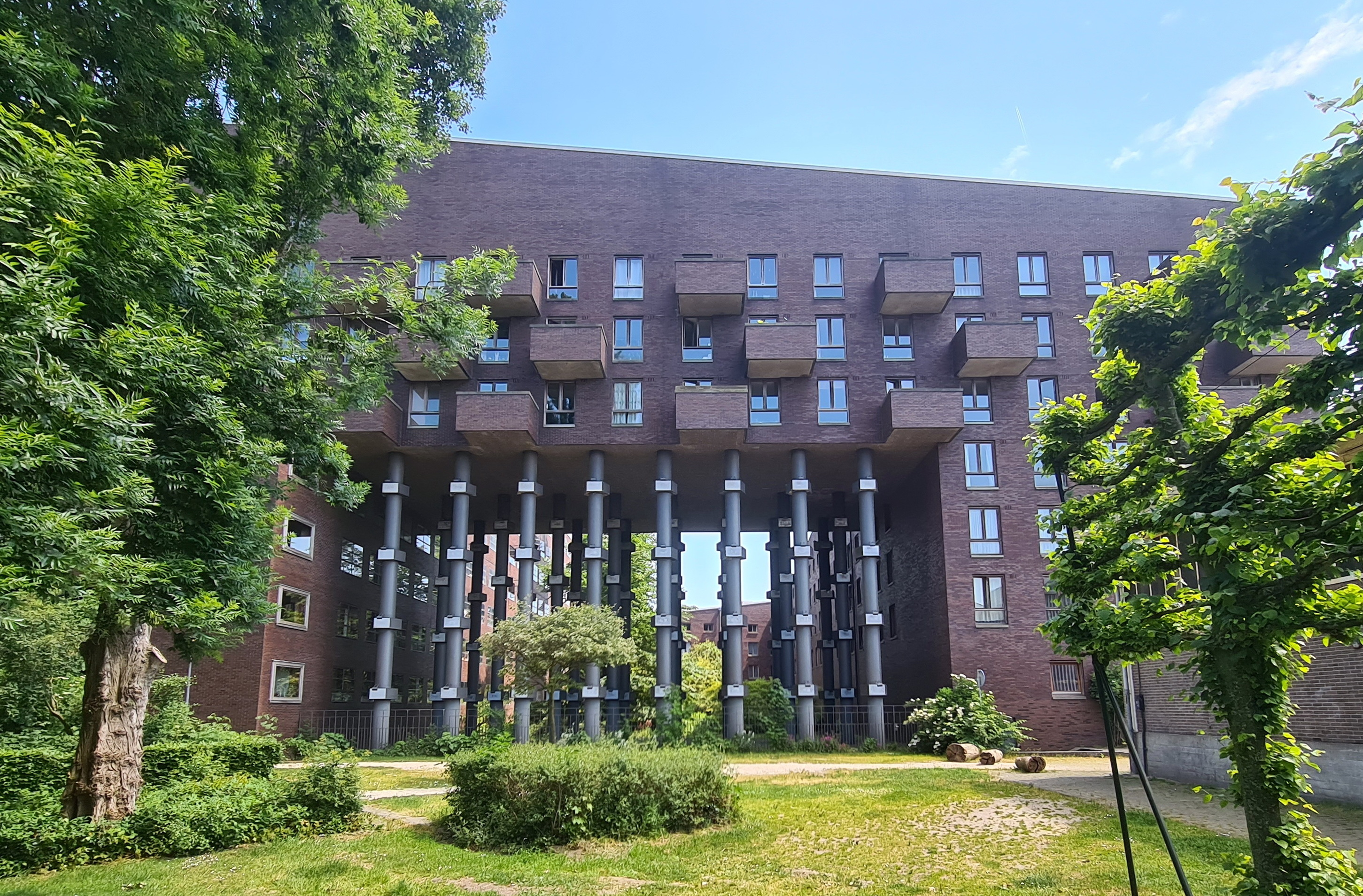
Westgevel
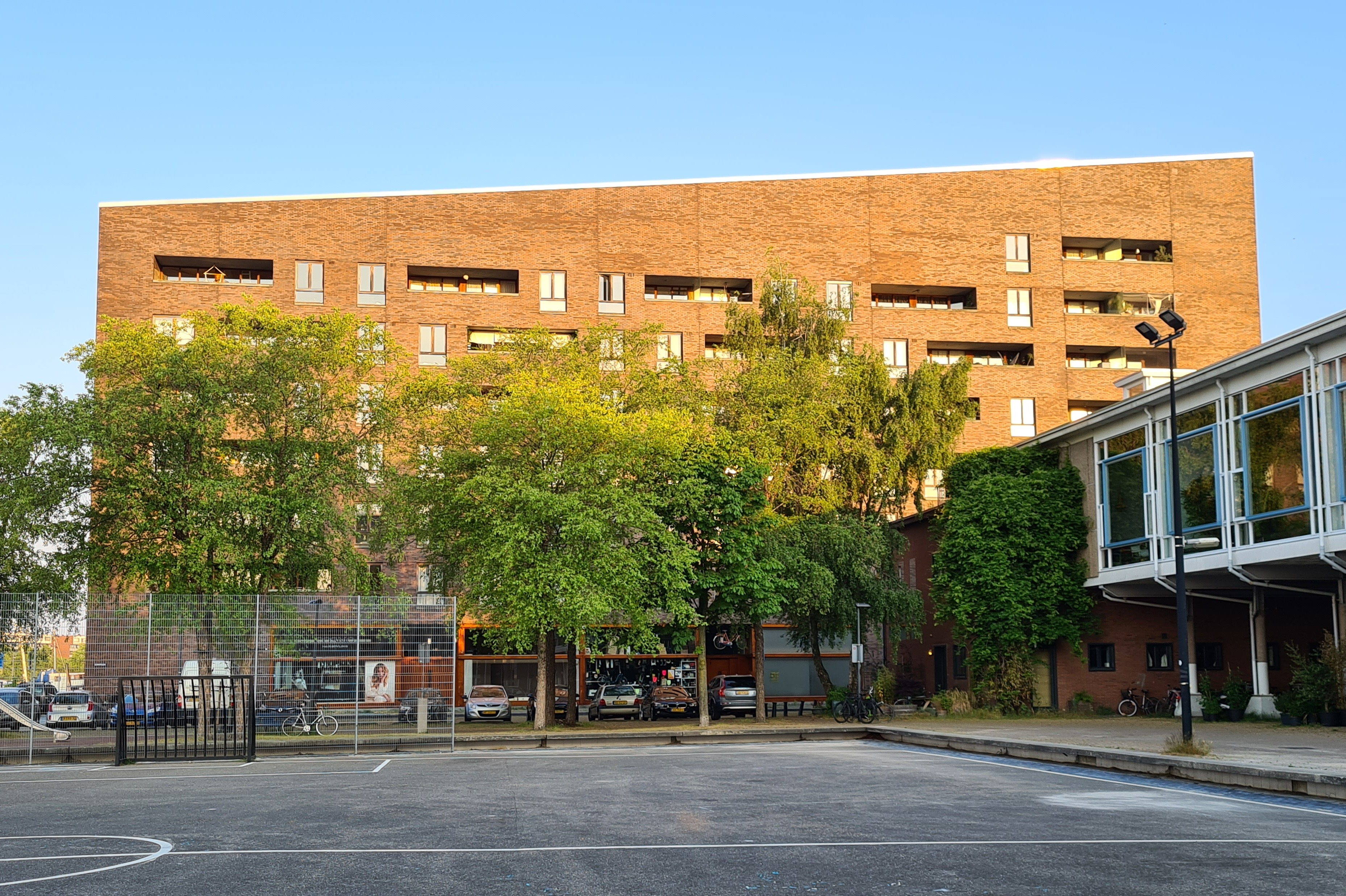
Oostgevel
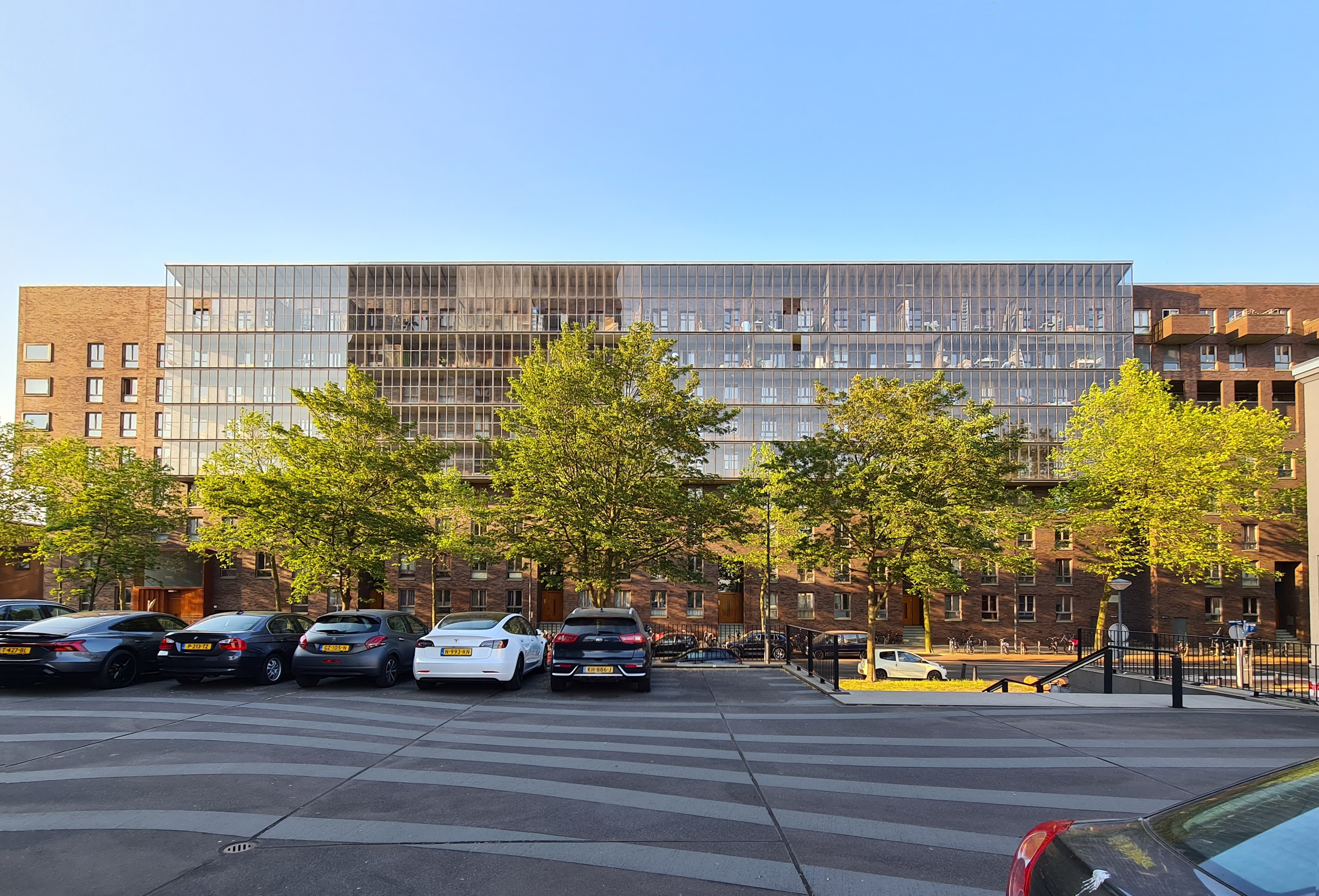
Deel noordgevel met serre

### Piraeusplein en binnenhoven
Het Piraeuscomplex bevat feitelijk drie binnenhoven. Twee daarvan hebben een gesloten karakter en zijn niet publiek toegankelijk. De middelste 'binnenhof', het Piraeusplein, is half open en behoort tot de openbare ruimte. Het uit twee delen bestaande plein is geplaveid met Stelconplaten. De gevels rondom het Piraeusplein tonen hetzelfde hoge afwerkingsniveau als de andere buitengevels. De gevels rondom de besloten binnenhoven zijn eenvoudiger vormgegeven. De westelijke binnenhof wordt aan de zijde van het Mien Ruysplantsoen afgesloten door een zuilengalerij met 24 stalen kolommen, waarvan er twaalf dragend zijn. De kunstenaar Arno van der Mark heeft de kolommen voorzien van een kunstwerk, Passages genaamd (1995). De westelijke binnentuin, oorspronkelijk onderdeel van het Mien Ruysplantsoen, is door Mien Ruys heringericht als een Japanse schaduwtuin.

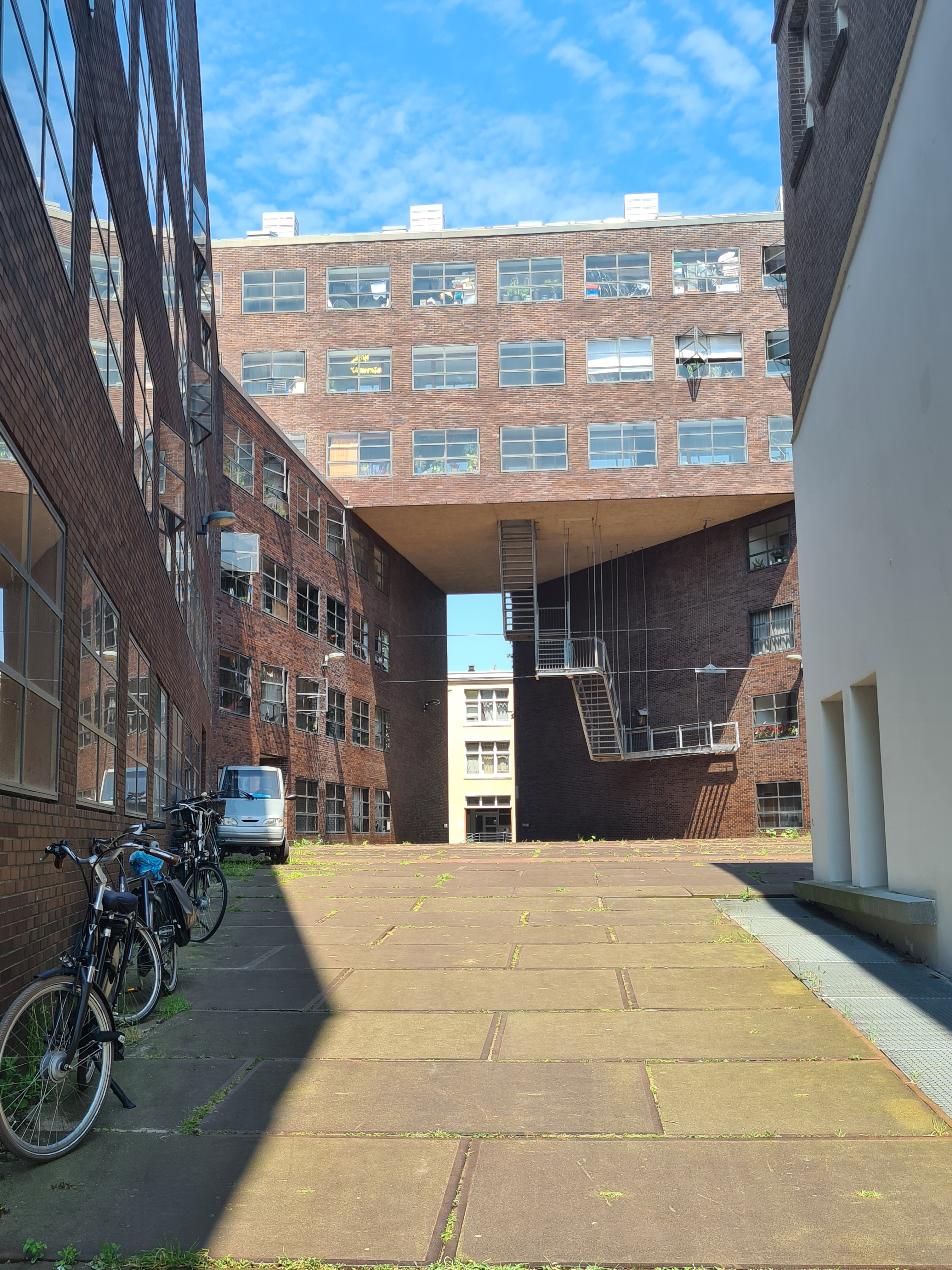
Piraeusplein, naar het noorden
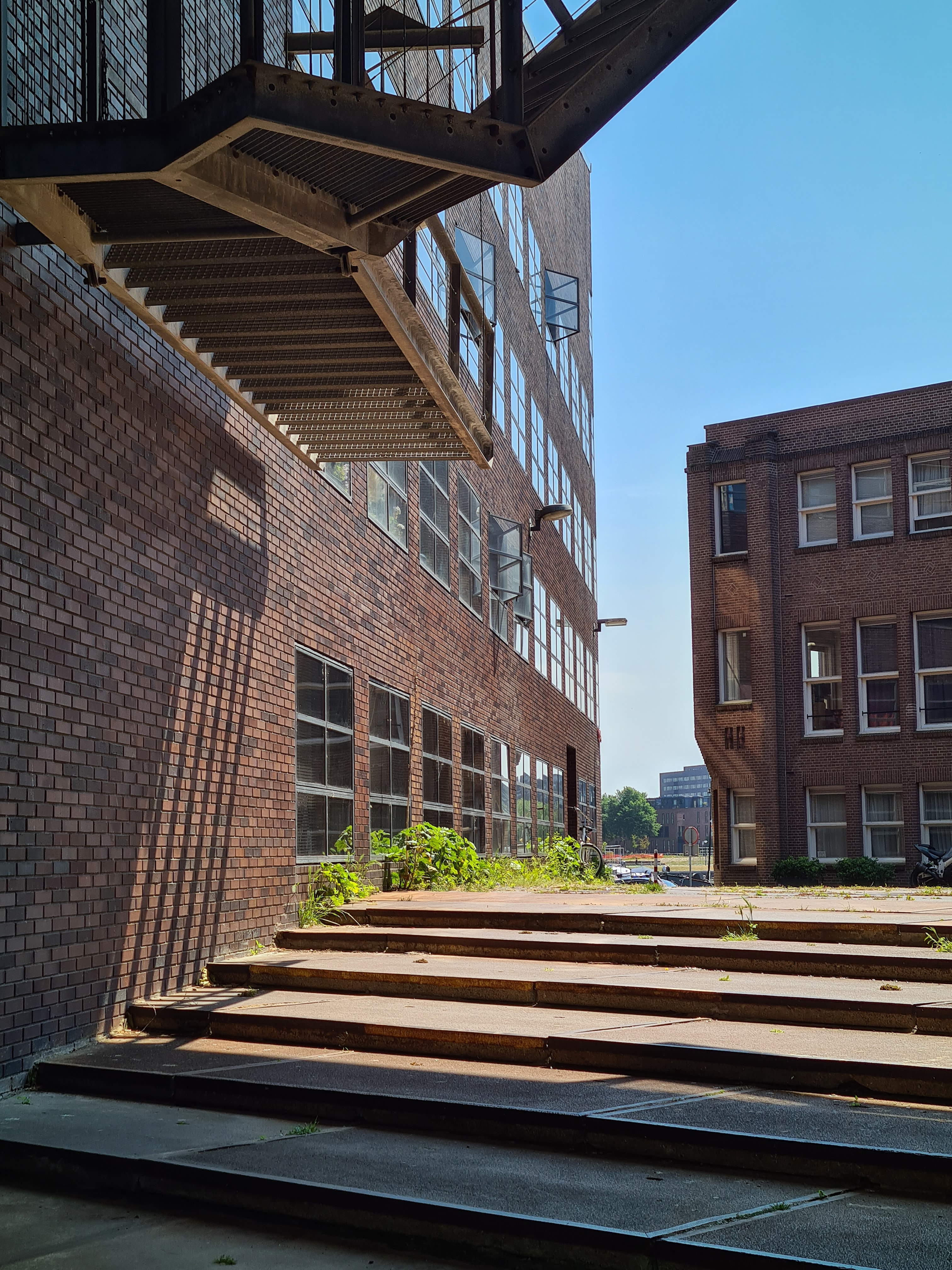
Piraeusplein, naar het zuiden
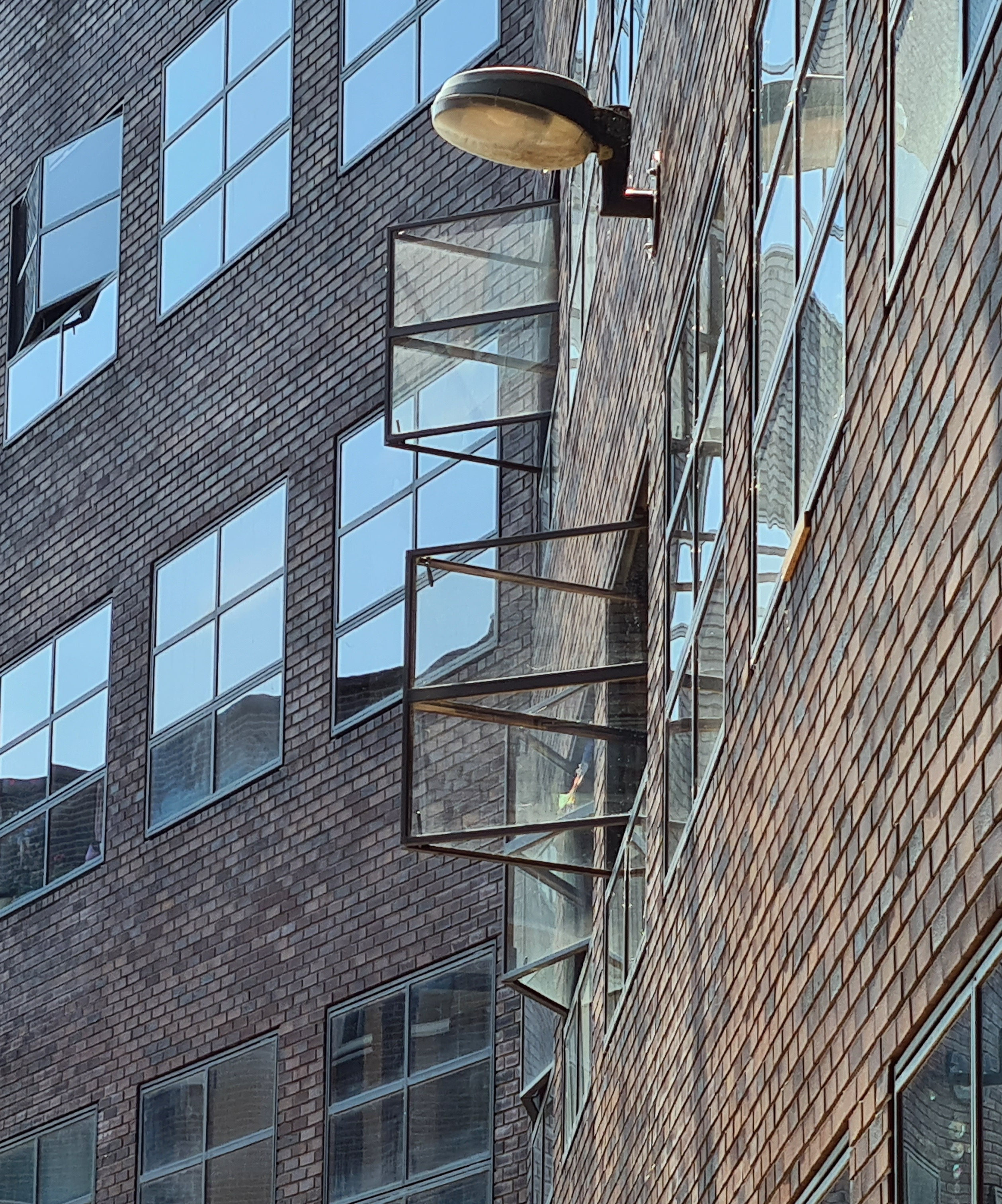
Piraeusplein, detail westgevel
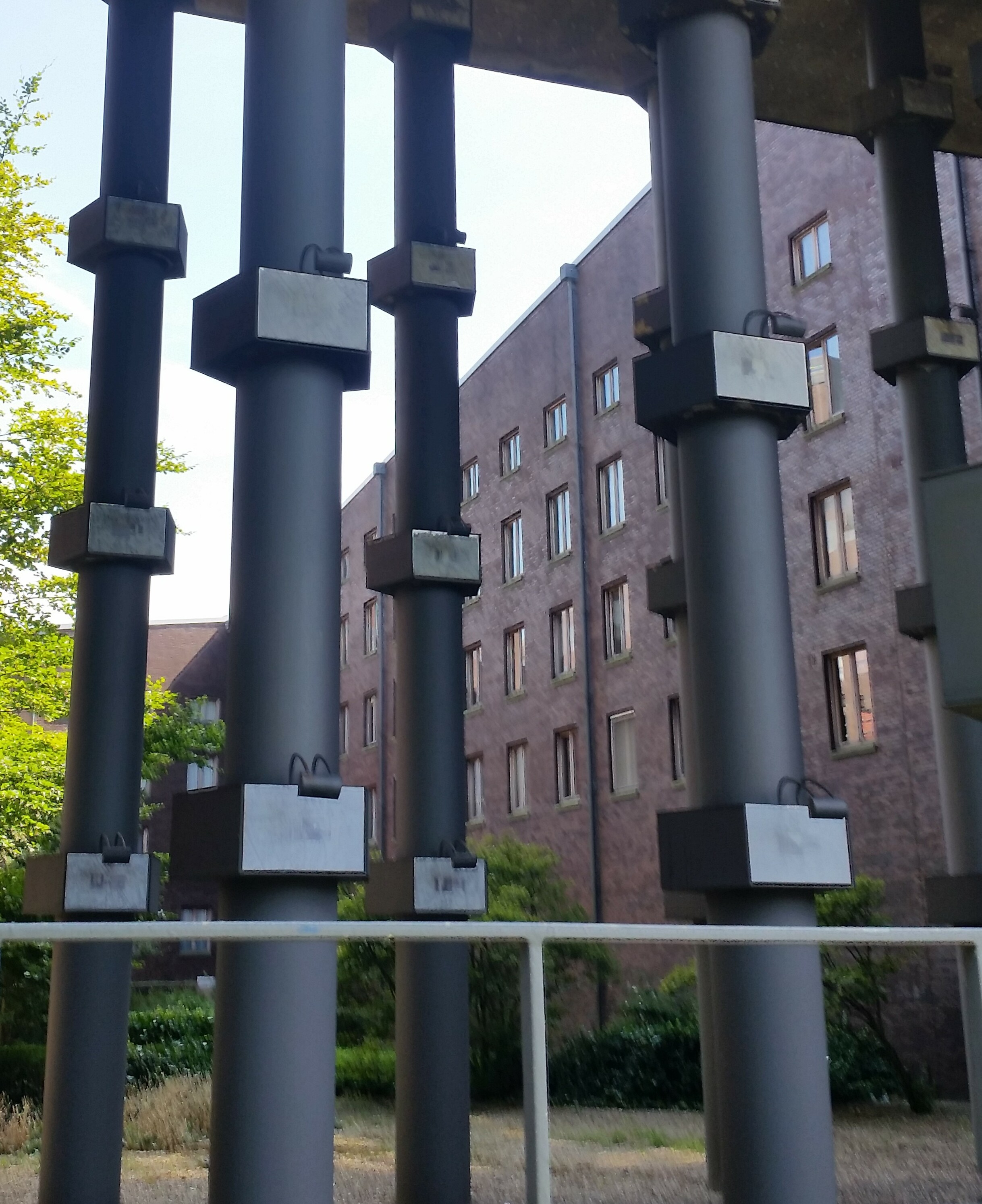
Westelijke binnenhof

### Architectuurdetails
Het gevarieerde gevelbeeld van Piraeus is mede tot stand gekomen door een uitgekiende ontsluitingsstructuur, waarbij zowel portiek- als galerijontsluiting is toegepast. De portieken aan de KNSM-laan vallen op door hun monumentale hoogte. De portieklampen zijn ontworpen door Kollhoff. De portieken aan de Levantkade combineren de ingangen van de appartementen (midden) met die van de commerciële ruimtes (zijkanten portiek). De voordeuren zijn van oranjebruin douglashout (Oregon pine). De deurkrukken zijn van brons. Twee entrees aan de noordzijde zijn voorzien van geprofileerde deuromlijstingen, die aan de Amsterdamse School doen denken.
Piraeus kent een grote variatie in venstertypes. Er zijn stalen vensters, meestal met een zesruits roede-verdeling, waarvan de bovenste vier als taatsramen geopend kunnen worden (zuidgevels, gevels Piraeusplein). Verder zijn er enkele grote, aaneengesloten venstervlakken (oost- en westgevel), in een geval in de vorm van een serrewand (noordgevel). Daarnaast zijn er klassiek ogende vensters met gebleekt houten kozijnen (west-, noord- en oostgevel). Bijzonder zijn de compacte, vierkante balkons met gemetselde balkonmuurtjes. Deze strekken zich als een sierlijst langs een deel van de noordgevel uit en vinden ook, op een andere manier, toepassing aan de westgevel. 

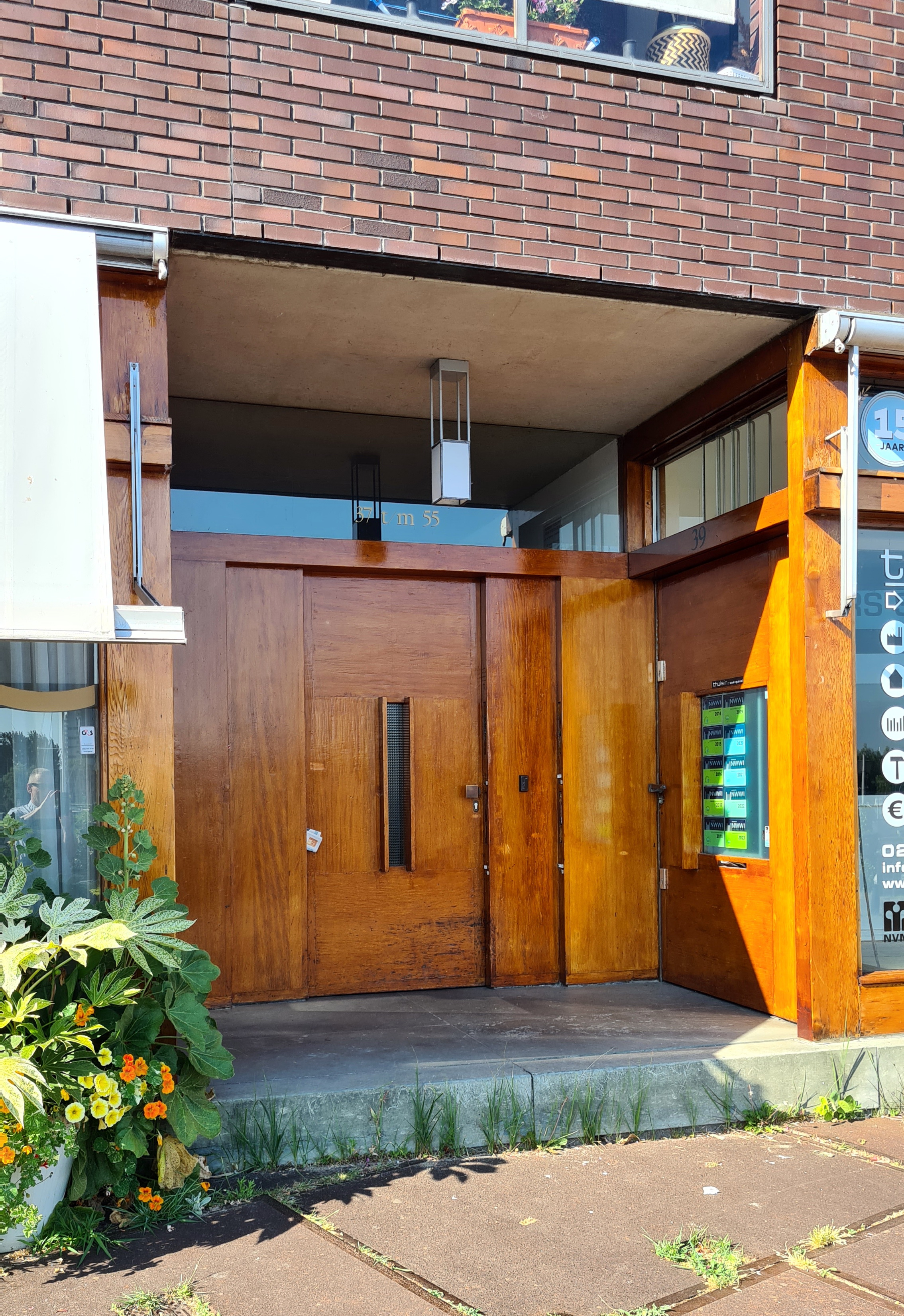
Zuidzijde: gecombineerde entrees
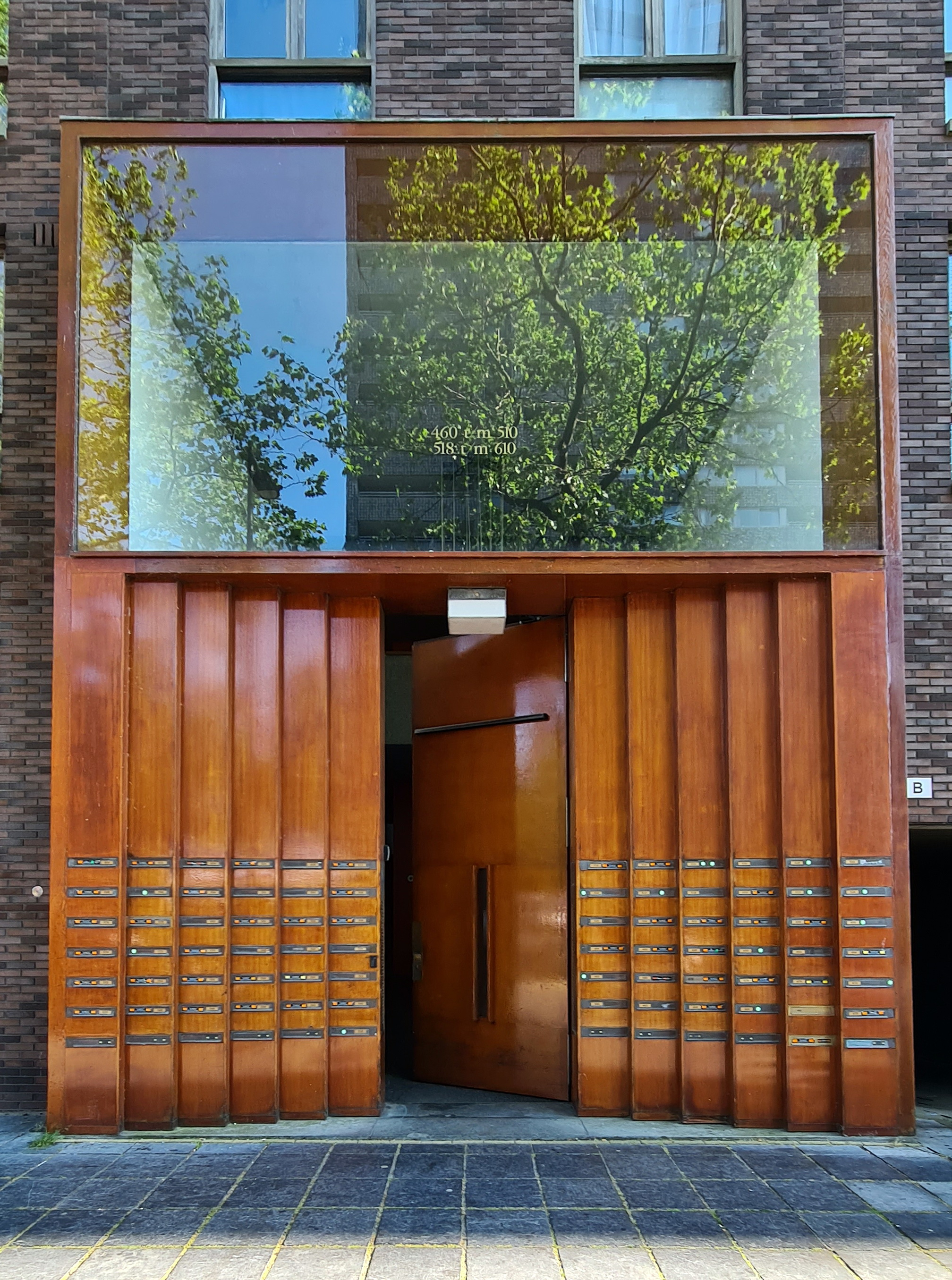
Noordgevel: monumentale entree
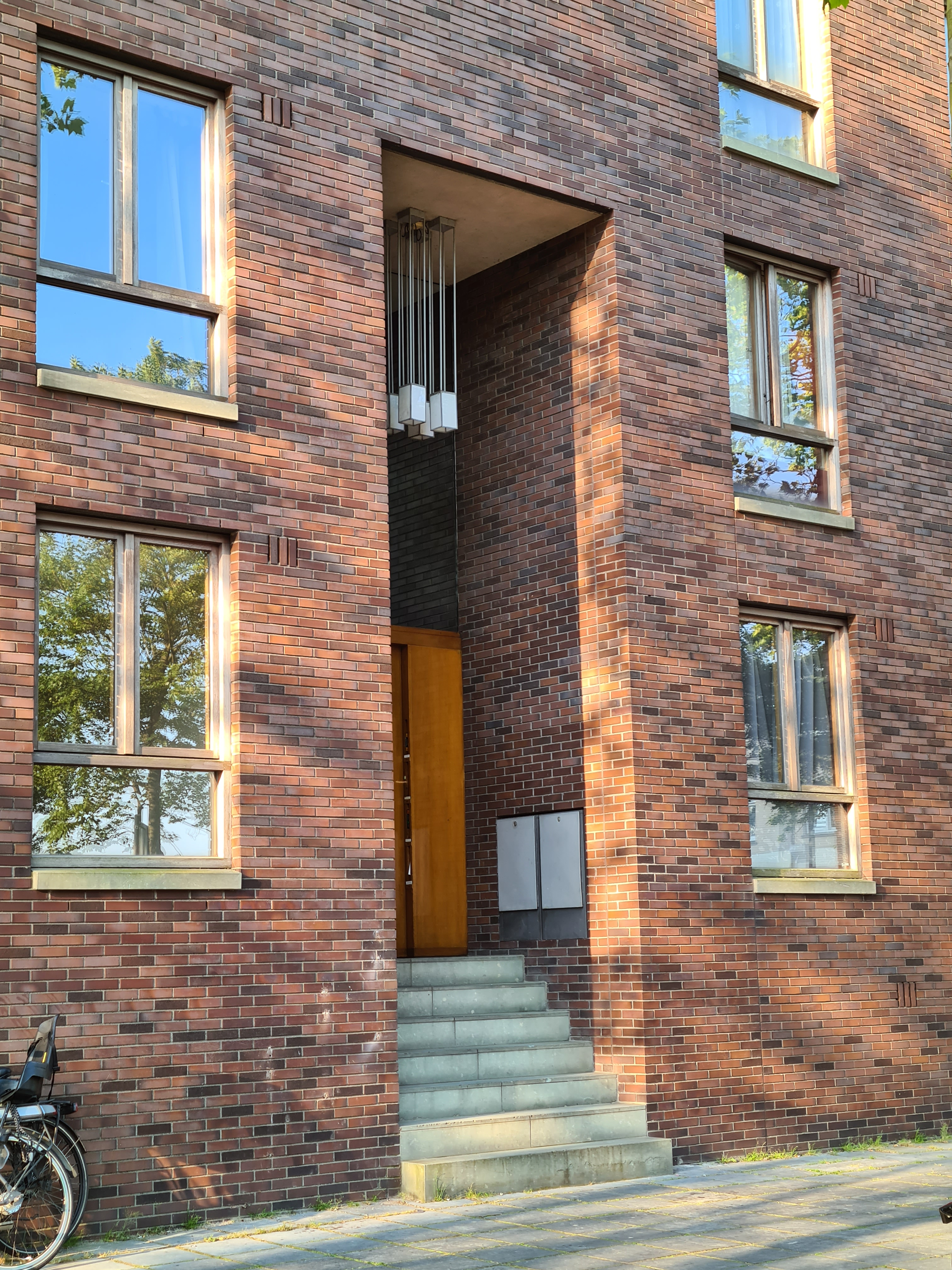
Noordgevel: portiek
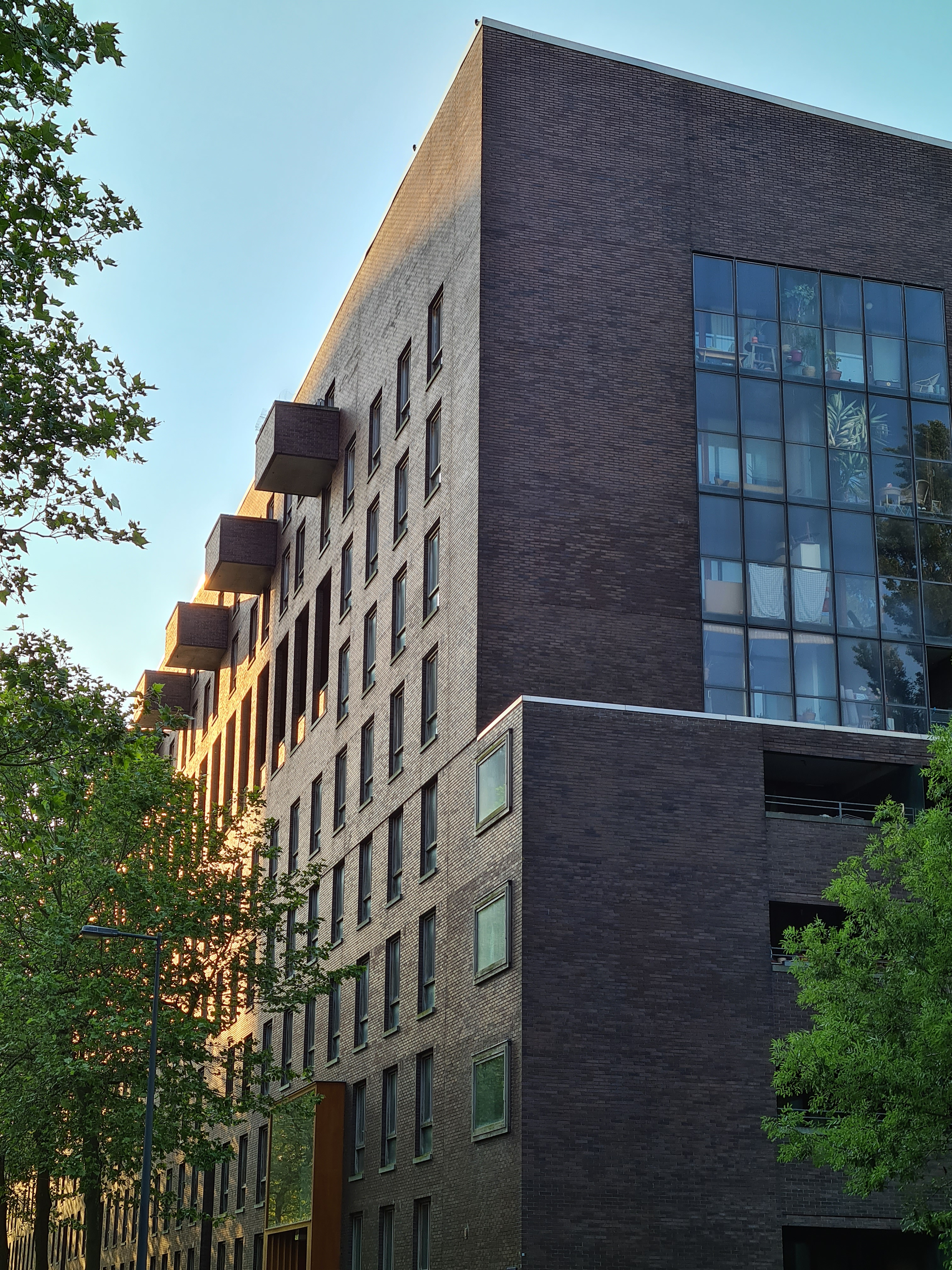
Details noord- en westgevel

## Waardering
Piraeus werd in 1994 opgeleverd en won in hetzelfde jaar de Merkelbachprijs. Het gebouw werd beschreven in talloze publicaties. Bij NAi Uitgevers verscheen in 1994 de monografie: Piraeus - een woongebouw van Kollhoff. Door architecten werd het gebouw gezien als een kantelpunt in de Nederlandse architectuur. Sommigen verbaasden zich erover dat twee Duitsers de Nederlanders moesten wijzen op de mogelijkheden van baksteen. Stedenbouwkundige Ton Schaap noemde het "zuiver van vorm en detaillering, aantrekkelijk en gevaarlijk tegelijkertijd" en "hét stadsgebouw van de jaren negentig". Architectuurcriticus Bernard Hulsman noemde het een "Duits monster" en een "donkere sculpturale kolos", maar moest tegelijkertijd erkennen dat het gebouw was uitgegroeid tot "het invloedrijkste gebouw in de Nederlandse architectuur uit de jaren negentig".  In de architectuurgids Ontdek het Oostelijk Havengebied werd Piraeus "een van de absolute hoogtepunten van het hele gebied" genoemd.
Op initiatief van tien Nederlandse architectenbureaus verscheen in juli 2017 een speciale editie van vakblad de Architect, getiteld Post Piraeus. Over de bouwplaats en de stad. In tien artikelen vertellen de architecten op welke manier het gebouw Piraeus hun professionele ontwikkeling heeft beïnvloed. Het eerste exemplaar werd uitgereikt aan Hans Kollhoff.